# Pepesup

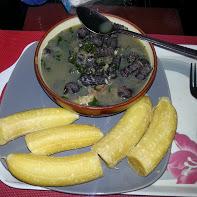
Peppersoup con plátano.

El pepesup (del inglés, pepper-soup) es una sopa típicamente afrooccidental que incluye diversas piezas de carne, chiles (ajíes) y moscadero como ingredientes principales. Es una sopa picante, de ahí su nombre, que tiene una textura ligera y acuosa. Es uno de los platos insignia de la cocina de Guinea Ecuatorial, donde es frecuente prepararlo con pescado. Para algunos, este plato es un manjar, y le atribuyen propiedades medicinales.

## Visión general
La peppersoup es una sopa común en la cocina de África Occidental que se prepara utilizando diversas carnes, chiles y nuez moscada de calabaza como ingredientes principales. Es una sopa muy picante y se acompaña con cerveza o refresco. Si bien se sirve como aperitivo en reuniones oficiales, la sopa de pimienta es más popular en las cantinas. En Nigeria, se sirve en los lugares de ocio como plato recreativo. Existen empresas nigerianas que se dedican a la fabricación de cubos de peppersoup preparada, a base de una mezcla de especias típicamente usadas para la sopa de pimiento.

## Descripción
La sopa de pimiento es típicamente una sopa aguada y ligera. Hay muchas variaciones del plato en África occidental. Se puede preparar con diversas carnes, como pescado, gambas, callos, rabo, carne de pollo, o de caza, de cabra, de vacuno o chicharrón. A veces se prepara utilizando varias carnes dentro de la olla. Los ingredientes adicionales pueden incluir tomates, cebolla, cebollas verdes, ajo, pimientos morrones, jengibre, clavo, canela y jugo de lima. El fufu, un alimento preparado con yuca u otros tubérculos hervidos y luego machacados, se utiliza a veces como ingrediente, que espesa la sopa y sirve para impartir una textura cremosa. A veces se sirve con guarniciones de arroz o tubérculos hervidos, o encima de ésta. En la costa occidental de África, se suele cocinar al aire libre en un caldero.
El peppersoup se considera un manjar entre la gente ribereña en África occidental. Es una sopa popular en Nigeria y en otros países de habla inglesa en África occidental, incluidos Liberia, Sierra Leona y Ghana. Algunos africanos occidentales creen que la sopa de pimiento preparada con pollo tiene cualidades medicinales, y se sirve como un remedio para mejorar la salud de las personas enfermas. Las madres primerizas también consumen sopa de pimiento en ocasiones, porque algunos creen que ayudar en la secreción de la leche materna. También se consume tras las celebraciones de bodas, como remedio para restaurar la salud.